# Йенсен, Таня
Таня Кристин Амди Йенсен (дат. Tanja Kristine Amdi Jensen; род. 21 июля 1995) — датская лучница, чемпионка мира в помещении, чемпионка Европы в помещении, чемпионка мира среди юниоров.

## Биография
Первая победа для Йенсен на этапе Кубка мира состоялась в Анталии в 2015 году в соревнованиях смешанных пар со Стефаном Хансеном. Датчане победили южноафриканцев Габриэля Баденхорста и Жанин Ван Краденбург. В 2016 году Таня стала чемпионкой мира, завоевав золото в командном зачете среди женщин на мировом первенстве в помещении, который проходил в Анкаре. В 2017 году участвовала на чемпионате Европы в помещении в Виттеле и завоевала золотую медаль в женском командном зачете. 
Участвовала на Европейских играх 2019 года в Минске, где завершила выступления на стадии четвертьфинала, уступив Софи Додемон из Франции. В сентябре приняла участие в финале Кубка мира в Москве. Таня выиграла первый поединок против Даннель Вентцель из ЮАР, но уступила в следующих двух матчах и заняла четвёртое место. В полуфинале она уступила россиянке Наталье Авдеевой, а в матче за бронзу сильнее оказалась Додемон (141:143). 

## Награды
- Чемпионат мира в помещении[4]
  - Золотая медаль в командном зачете среди женщин на чемпионате мира в Анкаре (с Эрикой Анир и Сарой Хольст Сонничсен, 2016).

- Чемпионат Европы[4]
  - Бронзовая медаль в личном зачете на чемпионате Европы в Легнице (2018).

- Чемпионат Европы в помещении[4]
  - Золотая медаль в командном зачете среди юниоров на чемпионате Европы в помещении в Жешуве[9] (2013).
  - Золотая медаль в командном зачете среди женщин на чемпионате Европы в помещении в Виттеле (2017).

- Чемпионат мира среди юниоров[4]
  - Серебряная медаль в смешанном командном зачете на чемпионате мира среди юниоров в Янктоне (2015).
  - Золотая медаль в личном зачете на чемпионате мира среди юниоров в Янктоне (2015).